# BMK推進運動
BMK推進運動（びーえむけーすいしんうんどう）とは、1999年より京成グループで行っている、利用者とのコミュニケーションやサービスの向上、及びマナーや接遇の向上を目的とした運動である。

## 概要
BMKとは「ベスト マナー 向上」それぞれの日本語をローマ字書きした時の頭文字から取ったものである。日本語発音の略語を名称にした運動としては、他にも「MSK運動」というものも行っていた（MSK=マイク・積極・活用。バス運転士がマイクを使い、積極的に旅客案内をする）。
通年行われ、原則として毎日がBMKであるが、年2回、強調月間が行われる。通常は春が4月16日 - 5月15日、秋が10月16日 - 11月15日。強調月間中はポスター、幟、横断幕を掲出してPRし、全社員がBMKバッジ（ワッペン）を着用する（ただし、バス2社を除くオリエンタルランドグループ各社はディズニーとの契約の問題もあり、運動自体には参加するが、強調月間中のPR活動は行わない）。キャッチフレーズは“すべての出会いに、ありがとう“。
京成グループのほとんどの企業が参加するが、小湊鉄道などは参加しないので、京成グループの企業が全て参加しているというわけではない。

## イメージキャラクター BMK-MEN
BMK-MENは、アメリカンコミック風のキャラクター。男女4人。普段は京成グループ各社の平凡な社員だが、困っている客がいた場合「BMK-MEN」に変身し駆けつける。“困っているお客様は見逃せない!”がモットー。2006年春のデビュー。以来、BMK推進運動のポスターに登場。自ら「お客様の味方」と称している。
なお、デビュー当時のものには「To be continued…」と表記されており、2006年秋には予告通り続編ポスターが登場した。
客のスーツケースを運ぶ、鋼材を腕力だけで持ち上げる、手でレモンを絞ってジュースを作るといった活動を見せる。2007年春も引き続き活躍。駅で客を案内したり、スーパーでは客の手の届かない高い位置の商品を取ってあげたり、子供の玩具を修理したり、客からの意見を電話で受けたりしている。
但し、これらはあくまでもフィクションであり、実際に行う業務範囲とは異なるので、「このポスターはイメージです」と注意書きが添えられている（例えば、スーツケース等の手荷物は乗客が自己責任で運搬管理すべきものであり、駅係員が運搬するものではない）。
このように、ポスターの内容は社員向けといった感じだが、ポスターは一般利用者向けに駅や車内に掲出されている。
ちなみに、以前は社員が登場した一般的なポスターであったが、2006年春からBMK-MENのポスターとなった。
2007年秋のポスターはメンバー4人が手を組むだけのデザインとなっている。
2008年春のポスターでは主役としては登場していないが、高校生と思われる少女がBMK-MENのキーホルダーを鞄につけていた。2008年秋のポスターには登場していない。2008年～2009年にかけてはBMK-MENではなく新しいイラストが採用された。インパクトを重視したBMK-MENに代わり、家族連れなどを柔らかいタッチで描いたイラストとなった。2010年春についても同じキャラクターが採用されているが、BMK-MENも小さいながら再び登場している。

### メンバー
京成電鉄乗務員・駅員（男性）、京成建設社員（男性）、リブレ京成店員（女性）、京成系事務員（女性）の4人。赤い服の女性事務員の勤務先は明らかではないが、電話で受けたお客様からの要望・意見を素早いタイピングでパソコンに打ち込んでいた（2007年春）こともあり、広報関係の仕事をしているようだ。全員が胸に「BMKマーク」をつけている。

## 運動方針
「京成グループはサービス向上に前向きです」という趣旨のポスターを掲出して取り組みを一般利用者にアピールしている。ここでいうサービスとは人的サービスを指し、利用者への親切な応対、感じの良い挨拶や応対などを指す。設備的なサービス向上（例えば、エレベータの新設など）についてはこの運動でいう「サービス向上」には含めていない。
接遇向上運動という性格上、向上したらさらに上を目指すことになるので「ここまで実施したら終わり」というものがない。従って毎年継続して実施されることになる。

## 各社の位置づけ
BMK運動は京成電鉄が提唱して開始された運動であるが、その実施についてはグループ各社合同の取り組みである。従って、京成電鉄とグループ各社の間には優劣関係はなく本来対等な立場である。しかし、運動の企画・立案を行なう事務局となる京成電鉄と、京成電鉄で決められた方針に基づいて運動を行うグループ各社とでは担う役割が異なってくる。
実際の運動においては、グループ各社は京成電鉄の事務局の指揮下で動くことが多く、運動は京成電鉄が実質上位として機能することが多い。
事務局が方針を決めて各社に指示を出し、各社で期間中に取り組みを行い、結果を事務局が集約して次回の運動方針の検討をしていくというPDCAサイクルに基づいた流れになっている。
なお、グループであっても参加していない会社もある（小湊鉄道など）ことから、運動への参加は任意であると思われる。

## BMKお客様感謝フェスティバル
利用客とのふれあいを目的に、2001年からユアエルム八千代台店で11月上旬頃毎年行われている。2日間（土曜・日曜）行われる。
ミニ電車の運転、臨時売店、ゲーム、ショーなどが行われる。他にも、グループ各社のブースが多数設けられ、多くの来場客で賑わう。
京成バラ園にも第2会場が設けられ、こちらでもイベントが行われる。イベント時は八千代台駅と京成バラ園の間にシャトルバスが運行される。

### キャラクターショー

#### 2001年の内容
- それいけ!アンパンマンショー（11月10日）※ドリーミングによるコンサートつき
- ウルトラマンヒーローショー（11月11日）

#### 2002年の内容
- おジャ魔女どれみドッカーン！ショー（11月9日）
- それいけ!アンパンマンショー きみこそスターだ!だいこん役者大騒動（11月11日）※ドリーミングによるファミリーコンサートつき

#### 2003年の内容
- ハローキティのハッピーフレンズショー（11月8日）
- わがまま☆フェアリー ミルモでポン!ショー（11月9日）
- 千葉ロッテマリーンズ「マーくんと一緒にLet’s Dance!」（1･2日目ともに）※ダンスショー

#### 2004年の内容
- ふたりはプリキュアショー（11月6日）
- それいけ!アンパンマンショー（11月7日）
- 千葉ロッテマリーンズ「マーくんファミリーキャラクターショー」（11月6日）

#### 2005年の内容
- 千葉ロッテマリーンズショー（1･2日目共）
- ドラえもんキャラクターショー　ドラドラじゃんけんぽん（11月12日）
- ふたりはプリキュア Max Heartショー（11月13日）

#### 2006年の内容
- ふたりはプリキュア Splash Starショー（11月11日）
- 轟轟戦隊ボウケンジャーショー（11月12日）

#### 2007年の内容
- ポケットモンスター『ポケモンナンバーワン決定戦』（11月10日）
- 獣拳戦隊ゲキレンジャー（11月11日）

#### 2008年の内容
- Yes!プリキュア5GoGo!（11月8日）
- ヤッターマン（11月9日）

#### 2009年の内容
- フレッシュプリキュア!（11月14日）
- 仮面ライダーW（ダブル）（11月15日）

http://www.keisei.co.jp/keisei/kouhou/news/21-077.pdf

#### 2010年の内容
- ウルトラマンゼロ（11月13日）
- それいけ!アンパンマン（11月14日）

http://www.keisei.co.jp/keisei/kouhou/news/22-076.pdf

#### 2011年の内容
- 仮面ライダーフォーゼ（11月12日）
- スイートプリキュア♪（11月13日）

#### 2012年の内容
- スマイルプリキュア!（11月10日）
- 仮面ライダーウィザード（11月11日）

## 関連
京成グループでは2006年末にも、PASMOのサービス開始に伴い、新規に参入するクレジットカード「京成カード」のマスコットとして「京成パンダ」なるパンダを模したキャラクターを採用している。

## 行事
一般利用者向けの行事として前述の「BMKお客様感謝フェスティバル」を毎年実施しているほか、沿線でのハイキングなどのイベントが行なわれることがある。
グループ関係者向けの行事として、春には「優秀社員表彰」、秋には「実践事例発表会」を毎年行なっている。（外部リンク参照）
北総鉄道の「ほくそう春まつり」も「BMKお客様感謝」とのサブタイトルが付いていた開催年がある。

## 備考
- 2011年春の｢強調月間｣については東日本大震災や計画停電などの社会情勢を考慮し、例年より1か月遅い5月16日～6月15日に実施した。